# Sæbe
 Der er for få eller ingen kildehenvisninger i denne artikel, hvilket er et problem. Du kan hjælpe ved at angive troværdige kilder til de påstande, som fremføres i artiklen.

Sæbe er  fedtsyre blandet med natrium- og kaliumsalte. Det er et af de vigtigste vaskemidler til  rengøring, specielt i forbindelse med  personlig hygiejne. Sæbe forhandles ofte i fast form, men flydende eller geleagtig sæbe findes også. Sæbe nedbrydes let i naturen, og den forurener fx ikke de vandløb, der modtager spildevandet (se recipient). Syntetiske rensemidler har erstattet sæbe til tøjvask.
Sæbe er bedre end håndsprit til at ødelægge en del virus; inklusiv SARS-CoV-2.

## Fremstilling
Sæber laves af olier eller fedtstoffer, når man koger dem med en base som natronlud eller kalilud ved 80°-100 °C i en proces, der kaldes forsæbning. Der sker en hydrolyse af fedtstofferne og olierne, og derved opstår der flydende limsæbe, som er sæbe, glycerin og vand. Ved tilsætning af salt kan urenhederne i limsæben fjernes. Den kaldes nu kernesæbe.
CH2-OOC-R – CH-OOC-R – CH2-OOC-R (fedt)

+ 3 NaOH ( eller KOH)
begge dele opvarmes

CH2-OH -CH-OH – CH2-OH (glycerin)
+ 3 R-CO2-Na (sæbe)
R=(CH2)14CH3
natriumklorid tilsættes og udfælder sæben.
Ved fremstilling af oliesæbe i nærheden af Aleppo bruges følgende fremstillingsmåde: Olien bliver blandet med sodaaske, som er kogt i vand. Asken fremstilles af Almindelig Sodaurt, der vokser i tørke. Blandingen koges ved op til 200° C. under omrøring, til olien er fuldstændigt omsat til glycerin og oliens natronsalt. Kort før afslutningen af processen tilsættes lidt laurbærolie, og dermed er forsæbningen ført til ende. 

## Rensning og færdiggørelse
Efter den kemiske proces ligger kogsalt, natronlud og glycerin blandet som rest. De urenheder fjernes ved at koge den rå sæbe i vand og derefter lade den udfælde på ny med salt.
I Aleppo slutter fremstillingen ved at sodaopløsningen bliver hældt ud af kedlen, og sæbeblandingen bliver derefter vasket med rent vand, indtil den er helt fri for sodalud. Den bløde sæbemasse bliver hældt ud på et stykke plan jord, hvorved det overskydende vand siver bort. Massen skæres i passende stykker og stemples med fabrikantens mærke. Til sidst lader han sæben tørre i seks måneder, opstablet i veludluftede hvælvinger. Overfladen af den grønne sæbe iltes efterhånden og får en typisk, okkergul farve, mens det indre bliver ved med at være grønt.
Hvis man ønsker at lave en skuresæber tilsættes sand eller pimpsten. 

## Anvendelse
Sæbemolekylerne hæfter sig let til både ikkepolære molekyler (som fedt eller olie) og polære molekyler (som vand). Selv om fedt normalt vil klæbe til hud eller stof, kan sæbemolekylerne hæfte sig på det som en slags "håndtag", der gør det lettere for vandet at trænge ind og skylle fedtet bort. Denne proces kaldes emulgering, og det er på præcis her, sæbe har noget til fælles med de syntetiske vaskemidler.
(fedtholdige del) CH3-(CH2)n – COONa (ioniseret, vandopløselig ende)
Kulhydrat("fedt")- delen opløser snavs og olier, mens den ioniserede del gør dem opløselige i vand. På den måde tillader sæben vandet at fjerne stoffer, der normalt er uopløselige. Til gengæld er de fleste, faste kernesæber normalt meget basiske (de har et højt pH), så de virker stærkt udtørrende på huden. Dette er ikke nær så alvorligt et problem med de flydende kernesæber.

## Sæbens historie
I antikken kendte man stort set ikke til sæbe; romerne byggede badeanstalter, men de brugte olivenolie der. Ifølge Plinius den Ældre blev sæbe opfundet af gallerne. De brugte den ikke til vask, men som pomade for at holde håret blankt. Også germanerne kendte til fremstilling af sæbe, som de først og fremmest brugte til salve.
Sæbe blev længe fremstillet i hjemmene ved at blande dyrefedt med lud. Da luden er basisk, var det en farlig fremgangsmåde, som nu og da medførte  tilfælde af ætsning og blindhed. Før den industrielt producerede lud blev den lavet hjemme for at fremstille sæbe. Kalilud dannes, når man opløser træaske i vand (den "skarpe lud til de skurvede hoveder"!).
Den bedste sæbe kom længe fra Marseille, hvor den blev lavet af olivenolie  i Middelalderen. På grund af klorofylrester blev sæben grøn. Endnu i 1950'erne blev "Masilje-sæbe" omtalt som den bedste kvalitet.
I Danmark blev den industrielle sæbeproduktion indledt i begyndelsen af 1600-tallet.